# Älska, älskar inte
Älska, älskar inte är en svensk kortfilm från 1993, skriven och regisserad av Nina F. Grünfeld. I rollerna ses bland andra Peter Andersson, Ewa Carlsson, Ewa Fröling och Carl Kjellgren.

## Handling
En kvinna på flykt träffar en polis som erbjuder henne sovplats på sin soffa. Kvinnan hotas av utvisning och polisen har blivit övergiven av sin fru. Hustrun återvänder dock och tvingar mannen att välja kvinna. Han ringer utlänningsroteln.

## Rollista
- Peter Andersson
- Ewa Carlsson
- Ewa Fröling
- Carl Kjellgren

## Om filmen
Filmen producerades av Al Samfors och fotades av Per Djerf. Musiken komponerades av Bendik Hofseth och Reidar Skår och klipptes av Berit Ljungstedt.